# Comuna Trnava, Osijek-Baranja
Trnava este o comună în cantonul Osijek-Baranja, Croația, având o populație de 1.600 de locuitori (2011).

## Demografie
Componența etnică a comunei Trnava
     Croați (89,75%)
     Sârbi (7,69%)
     Necunoscut (1,56%)
     Neclasificat (0,56%)
Componența confesională a comunei Trnava
     Catolici (88,94%)
     Ortodocși (9,06%)
     Necunoscută (1,63%)
     Alte religii (0,38%)
Conform recensământului din 2011, comuna Trnava avea 1.600 de locuitori. Din punct de vedere etnic, majoritatea locuitorilor (89,75%) erau croați, cu o minoritate de sârbi (7,69%). Apartenența etnică nu este cunoscută în cazul a 1,56% din locuitori. Din punct de vedere confesional, majoritatea locuitorilor (88,94%) erau catolici, cu o minoritate de ortodocși (9,06%). Pentru 1,63% din locuitori nu este cunoscută apartenența confesională.